# Indos (Scythie)
Pour les articles homonymes, voir Indos.
Dans la mythologie grecque, Indos est un roi de Scythie. Il est réputé avoir découvert l’argent.

## Source
- Hygin, Fables [détail des éditions] [(la) lire en ligne], CCLXXIV.